# Sanierputz
Sanierputz ist ein Putz mit speziellen Eigenschaften, der für das Verputzen von salzbelasteten und feuchten Mauerwerken geeignet ist, indem er baustoffschädigende Salze im Putz einlagert und so von der Putzoberfläche fernhält. Ein Sanierputz weist eine hohe Porosität und Wasserdampfdiffusion sowie eine verminderte kapillare Leitfähigkeit auf.

## Wirkprinzip
Sanierputze sind ein geeignetes Mittel, um feuchte- und salzbedingte Putzschäden zu bekämpfen. Salze im Mauerwerk lösen sich im Wasser und können so über die Kapillaren an die Oberfläche transportiert werden. Kommt es zur Verdunstung des Wassers, kristallisieren die Salze. Es entstehen häufig Ausblühungen, und mit der Kristallisation geht zudem eine Volumenvergrößerung einher, die Spannungen erzeugt. Bei zu hohen Spannungen werden Beschichtungen und Putze auf längere Zeit zerstört. Wenn kein Putzmaterial mehr vorhanden ist, greifen die Salze auch das Mauerwerk an. Besonders bei Baudenkmälern ist dies problematisch, wenn historische Substanz unwiederbringlich zerstört wird. Die für das Bauwerk schädlichen Salze, meist Sulfat-, Chlorid- und Nitratverbindungen, erhöhen zusätzlich den Feuchtegehalt im Bauwerk durch hygroskopische Effekte. Dadurch steigt auch die Gefahr für Frostschäden.
Da es sehr schwer ist, ein Mauerwerk komplett zu entsalzen und zu entfeuchten, bedienen sich Sanierputze einer anderen Wirkungsweise, bei der die Form und die Größe der Poren eine entscheidende Rolle spielt: Bei geeigneter Qualität und richtiger Verarbeitung entstehen im Sanierputz vorzugsweise großvolumige, kugelförmige Poren. Sie bieten den Salzen genügend Raum, um schadfrei im Inneren des Putzes auszukristallisieren. Durch eine (reduzierte) hydrophobe Ausstattung der Sanierputze wird erreicht, dass die im Untergrund vorhandene Feuchtigkeit wenigstens teilweise in den Putz eindringt, aber seine Oberfläche möglichst nicht erreicht. Um den Verbleib der Salze im inneren des Putzes zu unterstützen, wird der Sanierputz in vielen Fällen in zwei Lagen aufgebracht, wobei die zweite Lage erst nach ausreichender Trocknung der ersten aufgetragen werden darf. Dadurch wird verhindert, dass die Salze aus dem Untergrund den Putz im noch frischen und feuchten Zustand komplett durchwandern können.
Durch die beschriebenen Verfahren wird nun die Verdunstungs- und Salzablagerungszone von der Putzoberfläche in den Querschnitt des Sanierputzes verlagert, es treten an der Oberfläche keine Ausblühungen mehr auf. Dennoch kann die Feuchtigkeit aufgrund der hohen Porosität in Form von Wasserdampf entweichen. Spätere Anstriche müssen daher in jedem Fall diffusionsoffen sein, damit sie die Verdunstung nicht behindern. Auf diese Weise können Schäden, auch an aufgebrachten Beschichtungen, langfristig vermieden werden.
Theoretisch funktioniert ein Sanierputz so lange, bis die Salzablagerungen groß genug werden, um auch dessen Poren zu verstopfen. Dies tritt jedoch, wenn überhaupt, in der Regel erst nach mehreren Jahren oder Jahrzehnten ein.
Sanierputze sind keine Sperrputze: Die Feuchtigkeit kann durch die hohe Porosität aus dem Bauteil diffundieren. Ebenso sind Sanierputze keine Opferputze, deren Ziel es ist, das Salz und die Feuchtigkeit über Kapillaren aus dem Mauerwerk zu saugen und dabei selbst zerstört zu werden. Mit einem Sanierputz wird der Salzgehalt im Mauerwerk nur geringfügig sinken.

## Herstellung und Verarbeitung
Bei der Herstellung von Sanierputzen ist das Merkblatt 2-9-05/D „Sanierputzsysteme“ der wissenschaftlich-technischen Arbeitsgemeinschaft für Bauwerkserhaltung und Denkmalpflege (WTA) zu beachten. Sanierputze, welche die Anforderungen des Merkblattes erfüllen, werden auch „Sanierputz-WTA“ genannt.
Die Eigenschaften von Sanierputzen hängen entscheidend von der Zusammensetzung und Homogenität ab. Weil bei Baustellenmischungen die Qualität nicht gewährleistet werden kann, werden Sanierputze nur als Werktrockenmörtel gemäß DIN EN 998-1 hergestellt.
Neben den Sanierputzen, die einlagig aufgebracht werden, gibt es auch Sanierputzsysteme aus mehreren Lagen. Üblicherweise wird dann zunächst ein Spritzbewurf auf die Oberfläche aufgebracht, der die Haftung verbessert. Danach folgt ein Grundputz-WTA und anschließend ein Sanierputz-WTA. Der Grundputz kann entweder als Ausgleichsputz oder als Porengrundputz fungieren. Als Porengrundputz hat er ein Mindestporenvolumen von 45 Vol.-% und dient vorwiegend der Speicherung der Salze. Es soll verhindert werden, dass die Salze in den eigentlichen Sanierputz wandern. Bei Bedarf kann auf dem Sanierputz noch ein Oberputz und darauf ein (Farb-)Anstrich hergestellt werden. Es ist aber darauf zu achten, dass die Wasserdampfdiffusion gewährleistet bleibt.
Als Bindemittel kommen nur hydraulisch abbindende Bindemittel in Frage. Die Gesteinskörnung muss inert sein, um gegen Salz resistent zu sein. Teilweise werden auch Leichtzuschläge, wie Bims oder Perlit, manchmal auch Blähglas, eingesetzt.
Der Sanierputz muss folgende Anforderungen erfüllen:
- Ausbreitmaß (Frischmörtelkonsistenz) 170 ±5 mm
- Wasserrückhaltevermögen über 85 %
- Luftgehalt über 25 Vol.-%
- kapillare Wasseraufnahme nach 24 unter 0,3 kg/m².
- Porosität über 40 Vol.-%
- Koeffizient für Wasserdampfdiffusionswiderstand:  μ < 12

## Anwendungsgrenzen und Probleme
Der erste Sanierputz wurde 1975 angeboten. Verglichen mit anderen Putzen, ist der Sanierputz noch relativ jung. Mittlerweile hat er sich bewährt und die Probleme und Anwendungsgrenzen bei der Verwendung sind besser untersucht.
Gegen Druck- oder Stauwasser sind Sanierputze nicht geeignet. In dem Fall sind bessere Abdichtungsmaßnahmen, zum Beispiel Dichtputze (Sperrputze), erforderlich. Gegen aufsteigende Bodenfeuchtigkeit sind immer Horizontalabdichtungen einzubauen. Ein weiteres Problem gibt es, wenn der Taupunkt längere Zeit innerhalb des Sanierputzquerschnitts liegt. Dann kann Tauwasser trotz Hydrophobierung in den Poren kondensieren. Eine Durchfeuchtung des Sanierputzes ist zu verhindern. Daher ist ein wassergesättigtes Mauerwerk vor dem Aufbringen eines Sanierputzes zu trocknen oder abzudichten.
Des Weiteren gibt es teilweise Verarbeitungsfehler; dazu gehört ein unsachgemäßes Auftragen des Spritzbewurfs, ein nur einlagiges statt zweilagiges Arbeiten auf zerklüftetem Untergrund, eine zu geringe Putzdicke und ein durch zu kurze Mischzeit zu geringes Porenvolumen.
Es ist darauf zu achten, dass die relative Luftfeuchtigkeit unter 65 % liegt, damit der Sanierputz vernünftig austrocknen kann. Es kann sonst vor allem in Kellerräumen im Sommer dazu kommen, dass der Sanierputz erhärtet, aber nicht ausgetrocknet ist und dadurch die Hydrophobierung nicht richtig funktioniert. Dann können Salze an die Oberfläche gelangen und dort ausblühen, was der Sanierputz eigentlich verhindern sollte.
Der Spritzbewurf darf in der Regel nicht vollflächig aufgetragen werden, um keine Sperrschicht zu erzeugen. Der Deckungsgrad sollte unter 50 % liegen. Zudem muss er ausreichend salzbeständig sein.
Insgesamt sind Sanierungsmaßnahmen immer auf das jeweilige Bauwerk abzustimmen; daher sind unbedingt Voruntersuchungen durchzuführen.